# (15790) Keizan
(15790) Keizan est un astéroïde de la ceinture principale, également aréocroiseur. Son aphélie est de 3,10 UA et son périhélie, de 2,12 UA. Il tourne autour du Soleil en 1 324 jours. Son inclinaison est de 22,87°.